# Gmina związkowa Obere Aller
Gmina związkowa Obere Aller (niem. Verbandsgemeinde Obere Aller) – gmina związkowa w Niemczech, w kraju związkowym Saksonia-Anhalt, w powiecie Börde. Siedziba gminy związkowej znajduje się w miejscowości Eilsleben.
Gmina związkowa zrzesza siedem gmin wiejskich: 
- Eilsleben
- Harbke
- Hötensleben
- Sommersodrf
- Ummendorf
- Völpke
- Wefensleben